# Sava (Mauritanie)
Pour les articles homonymes, voir Sava.
Sava est une commune de Mauritanie située dans le département de Tamchekett de la région de Hodh El Gharbi.

## Géographie
Sava est la ville la plus importante du département, située le long de la rivière.